# Stigmella allophylica
Stigmella allophylica (лат.) — вид молей-малюток рода Stigmella (Nepticulinae) из семейства Nepticulidae.
Эндемик Южной Африки: ЮАР (Natal, Umhlanga Rock). Длина 5—6 мм. Цвет желтовато-коричневый с примесью белого и серого. Яйца откладывают на верхнюю поверхность листьев. Гусеницы питаются растениями вида Allophylus natalensis (Sapindaceae).
В апикальной части передних крыльев развиты две жилки: R4+5 и M.